# Anomophysis crenata
Anomophysis crenata là một loài bọ cánh cứng trong họ Cerambycidae.